# 이춘선
이춘선(李春先, 1952년 4월 23일 ~ )은 대한민국의 외교관으로 제15대 주스페인 대한민국 대사를 지냈다. 전라북도 완주에서 태어났다.

## 학력
- 전주고등학교
- 1975년: 서울대학교 독어독문학 학사

## 경력
- 1974년 5월: 제8회 외무고시 합격
- 1974년 11월: 외무부 입부
- 1978년 2월: 주 멕시코 3등 서기관
- 1980년 2월: 주 코스타리카 2등 서기관
- 1984년 7월: 주 콜롬비아 1등 서기관
- 1987년 6월: 주 이탈리아 참사관
- 1989년 6월: 외무부 중미과장
- 1991년 12월: 뉴욕 총영사관 영사
- 1994년 12월: 주 칠레대사관 공사
- 1997년 8월: 외무부 의전장실 의전심의관
- 1998년 3월 ~ 1999년 8월: 외교통상부 의전장실 의전심의관(이사관)
- 1999년 8월 ~ 2001년 12월: 주 프랑크푸르트 총영사관 총영사
- 2001년 12월 ~ 2003년 4월: 외교통상부 중남미국 국장
- 2003년 4월 ~ 2005년 9월: 외교통상부 이사관
- 2005년 9월 ~ 2008년 6월: 주 스페인 대사관 대사